# Physometopon minor
Physometopon minor är en tvåvingeart som beskrevs av Lindner 1968. Physometopon minor ingår i släktet Physometopon och familjen vapenflugor.
Artens utbredningsområde är Madagaskar. Inga underarter finns listade i Catalogue of Life.